# Sonchus melanolepis
Sonchus melanolepis là một loài thực vật có hoa trong họ Cúc. Loài này được Fresen. miêu tả khoa học đầu tiên năm 1839.